# Roncus cadinensis
Roncus cadinensis är en spindeldjursart som beskrevs av Zaragoza, Mas och Ignacio Ribera 2007. Roncus cadinensis ingår i släktet Roncus och familjen helplåtklokrypare. Inga underarter finns listade i Catalogue of Life.